# الدرجات الست للانفصال
الدرجات الست للانفصال (بالإنجليزية: Six Degrees of Separation)‏، فيلم أمريكي من إنتاج شركة مترو غولدوين ماير سنة 1993، وهو فيلم كوميدي درامي غامض. من بطولة ستوكارد تشانينج، وويل سميث، ودونالد ساذرلاند، وماري بيث هرت، وبروس ديفيسون، وإيان ماكيلين. وشارك الفيلم في حفل جوائز الأوسكار وجوائز الغولدن غلوب عام 1994.

## وصلات خارجية
- الدرجات الست للانفصال على موقع IMDb (الإنجليزية)
- الدرجات الست للانفصال على موقع ميتاكريتيك (الإنجليزية)
- الدرجات الست للانفصال على موقع الموسوعة البريطانية (الإنجليزية)
- الدرجات الست للانفصال على موقع روتن توميتوز (الإنجليزية)
- الدرجات الست للانفصال على موقع نتفليكس (الإنجليزية)
- الدرجات الست للانفصال على موقع قاعدة بيانات الأفلام العربية
- الدرجات الست للانفصال على موقع ألو سيني (الفرنسية)
- الدرجات الست للانفصال على موقع Turner Classic Movies (الإنجليزية)
- الدرجات الست للانفصال على موقع أول موفي (الإنجليزية)
- الدرجات الست للانفصال على موقع بوكس أوفيس موجو (الإنجليزية)
- Six Degrees of Separation على موقع أول موفي.